# فیرمنت (جورجیا)
فیرمنت، جورجیا (به انگلیسی: Fairmount, Georgia) یک شهر در ایالات متحده آمریکا با جمعیت ۷۲۰ نفر است که در جورجیا واقع شده‌است.

## موقعیت جغرافیایی
موقعیت جغرافیایی شهرها و مناطق اطراف به شرح زیر است: